# 朝鮮王朝家族制度
朝鮮王朝最基本社會單位是家族，由有父系血緣關係的家庭組成，再上就是家門。朝鮮王朝的儒家政教理念體驗在家族制度上，因此《朱子家禮》在朝鮮王朝家庭行事格式受大力提倡。不孝與謀反一樣是大罪。
家長是家庭的總指揮，家族一切扶养，分家。子女婚事由他们負责，文件也要家長簽署才可作實。他們權力很大，家長除了謀反外任何告發行為一律作反亂處置。家族內強調絕對服從的精神。他们权威由國家保证。
婚姻方面，門閥的兩班男子不能娶中人以下女子（常民、白丁、賤民）為正室，地位較高的男子可納地位較低的女子為妾，地位較低的男子如娶地位較高的女子為妻則犯上誘拐罪，婚姻亦無效。同姓（同本貫）不婚，也不鼓勵女性再婚，再婚女性的子女，一律視為庶人，不得參加科舉大科。嫡庶分明，不但在財產分配不同，實際地位也有差異，根據庶孽禁锢法，只有兩班嫡子女可繼承父親兩班身份，也只有嫡子才可參加科舉大科。庶子只能參加科舉雜科，不可參加大科，到十六世纪后开始重視编族谱与建宗廟。
喪葬方面最初平民父母死守喪百日，兩班三年，後一律定為三年。